# Mswati III
Mswati III (tên khai sinh là Makhosetive Dlamini; sinh vào ngày 19 tháng 3 năm 1968) là Quốc vương của Vương quốc Eswatini đồng thời là người đứng đầu của Hoàng tộc Swazi. Vào năm 1986, ông được kế vị ngai vàng từ vua cha Sobhuza II và cai trị vương quốc ở vùng Đông Nam Châu Phi này và là vị vua chuyên chế cuối cùng của châu Phi.
Vua Mswati III đã từng được tạp chí Forbes bình chọn là người đàn ông giàu thứ 15 thế giới và là người châu Phi duy nhất có tên trong top 100. Theo thống kê Những hoàng gia giàu nhất thế giới của tạp chí Forbes công bố năm năm 2009, tài sản của Mswati III ước đạt 200 triệu USD, chưa bao gồm khối tài sản chừng 10 tỉ USD mà Đức vua Sobhuza II đã gửi vào các quỹ tín thác phục vụ đất nước và Mswati III là người được quyền điều khiển số tiền này.

## Tiêu xài
Vua Mswati III nổi tiếng là người có lối sống xa xỉ và cho dù đất nước nhỏ bé hơn 70% dân số sống ở nông thôn phải tằn tiện với mức thu nhập dưới 1 USD một ngày thì ông vẫn tiêu tiền không tiếc tay. Đức vua từng mạnh tay chi 45 triệu USD để mua phi cơ riêng và rất nhiều tiền để mua xe hơi và những thứ đồ xa xỉ khác. Ngày sinh nhật đức vua thường được tổ chức tại sân vận động với hàng ngàn món quà của người dân từ khắp mọi miền đất nước gửi về để bày tỏ lòng kính trọng đối với đức vua cao quý.
Quốc vương Mswati III còn nổi tiếng là người tiêu xài hoang phí và ông thường xuyên xuất hiện trên trang nhất của báo chí Eswatini cùng với các quyết định liên quan đến tiền bạc. Mswati III cũng đã từng yêu cầu Quốc hội nước này chi 15 triệu USD để xây một cung điện lộng lẫy cho mỗi một người vợ của mình và chi 45 triệu USD mua một máy bay phản lực Hoàng gia. Tuy nhiên ông đã phải từ bỏ các kế hoạch sắm chiếc máy bay xa xỉ.
Vào tuổi 36, ông quyết bỏ ra 820.000 USD mua 10 chiếc BMW thể thao serie 5 cho 10 bà vợ. Trước đó, Vua Mswati III bị dư luận trong nước chỉ trích gay gắt vì đã tự sắm cho mình một xe hơi đời mới giá 500.000 USD. Năm 2005, ông từng mua một chiếc Maybach 62 có giá tới 500.000 USD từ tập đoàn DaimlerChrysler. Chiếc Chrysler Maybach của Quốc vương Mswati III có một tivi, một máy DVD, hệ thống âm thanh vòm, máy lạnh và điện thoại không dây.
Ông đã biến một đại lễ truyền thống lâu đời của dân tộc nước thành một cuộc tuyển chọn mỹ nữ quy mô hoành tráng. Lễ hội này có tên Umhlanga hay còn gọi là lễ hội nhảy sậy, được tổ chức vào tháng 8 hoặc tháng 9 hàng năm và kéo dài trong 8 ngày nhằm tôn vinh phụ nữ và trinh tiết vua đã biến thành một cuộc tuyển chọn vợ với giải thưởng là một tòa lâu đài, một siêu xe BMW và một cuộc sống trong nhung lụa.